# Chang Cheh
Dans ce nom chinois, le nom de famille, Chang, précède le nom personnel.
Chang Cheh (en chinois : 張徹 ; pinyin : Zhāng Chè) est un réalisateur chinois hongkongais, né en 1923 à Hangzhou en Chine et mort le 22 juin 2002 à Hong Kong. Il fut l'un des principaux réalisateurs du studio Shaw Brothers.

## Biographie
Diplômé en politique de l'université nationale centrale (alors située à Chongqing), il occupe des fonctions au sein du Kuomintang à Shanghai. Il se rend à Taïwan en 1947 et y tourne son premier film l'année suivante : Storm Over Ali-shan Mountain. En 1957 il émigre à Hong Kong où il devient critique de cinéma et scénariste pour la MP&GI.
Il entre à la Shaw Brothers en 1962 et devient scénariste en chef. Il est alors chargé de superviser la production de la nouvelle vague de wuxia pian lancée par la Shaw en 1965. Il rencontre le succès en 1967 avec Un seul bras les tua tous (The One-Armed Swordsman), le premier film de l'histoire cinématographique hong-kongaise à engranger un million de dollar HK. Ce film propulse Jimmy Wang Yu au rang de vedette, et Chang Cheh parmi les réalisateurs qui comptent. Il tourne deux nouveaux films racontant l'histoire du sabreur manchot avec Le Bras de la Vengeance (Return of the One-Armed Swordsman) en 1969 et La Rage du tigre (New One-Armed Swordsman) en 1971.
Inspirés du chambara, de nombreux films de Chang Cheh se caractérisent par leur violence graphique et le nombre important d'individu tués ou mutilés : La Rage du tigre (New One-Armed Swordsman) et son final (130 morts en quelques minutes) en sont le meilleur exemple. Ils mettent aussi l'accent sur la masculinité et les rapports virils entre les personnages, les femmes étant reléguées au second plan, ce qui est en rupture avec la politique de la Shaw dans les années 1960 basée sur le vedettariat féminin.
En 1968, il réalise Le Retour de l'hirondelle d'or (Golden Swallow) qui est la suite du film à succès de King Hu : L'Hirondelle d'or (Come drink with me).
En 1972, il tourne trois films adaptés d'un des quatre grands romans classiques de la littérature chinoise, Au bord de l'eau : La Légende du lac (The Water Margin), All Men Are Brothers et Delightful Forest. À partir du milieu des années 1970 il tourne plusieurs films sur les moines du Monastère Shaolin : Les Cinq Maîtres de Shaolin (Five Shaolin Masters), Shaolin Martial Arts, Les Disciples de Shaolin (Disciples of Shaolin), Le Temple de Shaolin (Shaolin Temple)...
John Woo a été son assistant réalisateur sur les films Le Justicier de Shanghaï (The Boxer from Shangtung), La Légende du lac (The Water Margin) et Frères de sang (Blood Brothers).
En 1997, il reçoit un Life Achievement Award au Golden Bauhinia Awards pour l'ensemble de sa carrière.

## Filmographie
- 1949 : Storm Over Ali-shan Mountain
- 1958 : Wild Fires
- 1965 : The Butterfly Chalice
- 1966 : Tiger Boy
- 1966 : Le Trio magnifique (The Magnificent Trio)
- 1967 : The Trail of the Broken Blade
- 1967 : Un seul bras les tua tous (The One-Armed Swordsman)
- 1967 : The Assassin
- 1968 : Le Retour de l'hirondelle d'or (Golden Swallow)
- 1969 : The Singing Thief
- 1969 : Le Bras de la Vengeance (Return of the One-Armed Swordsman)
- 1969 : The Flying Dagger
- 1969 : The Invincible Fist (Tie shou wu qing)
- 1969 : Dead End (Si jiao)
- 1969 : Le Sabreur solitaire
- 1970 : The Wandering Swordsman
- 1970 : Vengeance (Bo sau)
- 1970 : Les Treize Fils du Dragon d’Or (The Heroic Ones)
- 1970 : The Singing Killer
- 1971 : King Eagle
- 1971 : La Rage du tigre (New One-Armed Swordsman)
- 1971 : Duel sauvage (The Duel)
- 1971 : The Anonymous Heroes (en)
- 1971 : Duel aux poings
- 1971 : Duo Mortel (The Deadly Duo)
- 1972 : Le Justicier de Shanghaï (The Boxer from Shangtung) (coréalisateur Pao Hsueh-li)
- 1972 : The Angry Guest
- 1972 : La Légende du lac (The Water Margin) (coréalisateur Pao Hsueh-li)
- 1972 : Young People
- 1972 : Delightful Forest
- 1972 : Le Nouveau justicier de Shanghaï (en) (Man of Iron)
- 1972 : Four Riders
- 1973 : The Delinquent
- 1973 : Frères de sang (Blood Brothers)
- 1973 : The Generation Gap
- 1973 : Police Force
- 1973 : Le Pirate (Da hai dao)
- 1973 : Iron Bodyguard
- 1974 : The Shaolin Boxer
- 1974 : Ceinture noire contre kung fu (Heroes Two /Fang Shiyu yu Hong Xiguan)
- 1974 : The Savage Five
- 1974 : Le Monastère De Shaolin (Men from the Monastery)
- 1974 : Friends
- 1974 : Shaolin Martial Arts
- 1974 : Na Cha the Great
- 1974 : Les Cinq Maîtres de Shaolin (Five Shaolin Masters)
- 1975 : All Men Are Brothers
- 1975 : Les Disciples de Shaolin (Disciples of Shaolin)
- 1975 : The Fantastic Magic Baby
- 1975 : The Bloody Escape
- 1975 : Marco Polo, le guerrier du Kublai Khan
- 1976 : La Colère des Boxers (ou : La Révolte des Boxers)
- 1976 : Spiritual Fists
- 1976 : Seven Man Army
- 1976 : The Shaolin Avengers
- 1976 : New Shaolin Boxers
- 1977 : Le Temple de Shaolin (Shaolin Temple)
- 1977 : The Naval Commandos
- 1977 : Magnificent Wanderers
- 1977 : Le Chasseur d'aigles (The Brave Archer)
- 1977 : Le Caïd de Chinatown (Chinatown Kid)
- 1978 : Brave Archer 2
- 1978 : Cinq Venins mortels (5 Venoms)
- 1978 : Invincible Shaolin
- 1978 : Crippled Avengers
- 1979 : Life Gamble
- 1979 : Ten Tigers of Kwantung
- 1979 : The Kid with the Golden Arm
- 1979 : The Magnificent Ruffians
- 1979 : Les Combats musclés du kung-fu (The Daredevils)
- 1979 : Shaolin Rescuers
- 1980 : Heaven and Hell
- 1980 : Legend of the Fox
- 1980 : The Rebel Intruders
- 1980 : The Flag of Iron
- 1980 : Two Champions of Shaolin
- 1981 : The Brave Archer Part III
- 1981 : Masked Avengers
- 1981 : Sword Stained with Royal Blood
- 1982 : Five Element Ninjas
- 1982 : Ode to Gallantry
- 1982 : The Brave Archer and His Mate
- 1982 : House of Traps
- 1983 : Attack of the Joyful Goddess
- 1983 : The Weird Man
- 1984 : Death Ring
- 1984 : The Demons
- 1984 : Shanghai 13
- 1985 : The Dancing Warrior
- 1986 : Great Shanghai 1937
- 1988 : Cross the River
- 1990 : Hidden Hero
- 1990 : Slaughter in Xi'an
- 1991 : Journey to the West
- 1993 : Ninja in Ancient China

## Récompenses
- 1997 : Life Achievement Award au Golden Bauhinia Awards